# Pirmasens
Pirmasens és una ciutat alemanya (prop de la frontera de França), envoltada pel districte de Südwestpfalz, pertanyent a l'Estat federat de Renània-Palatinat (en alemany Rheinland-Pfalz).
Al nord-(aproximadament 5 quilòmetres) es troba la ciutat de Rodalben.
El nom de la ciutat es deriva del nom del "sant Pirminius" (fundador del monestir a Hornbach l'any 742).

## Història
Pirmasens va ser bombardejada pels Aliats a l'agost de 1944 i març de 1945 en el marc de la Segona Guerra Mundial.

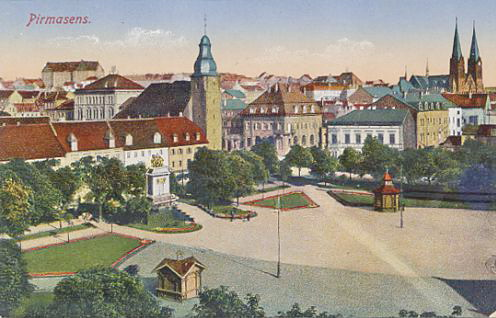
Pirmasens en 1910.

## Demografia
| Any  | Població |
| ---- | -------- |
| 1620 | 235      |
| 1657 | 40       |
| 1661 | 87       |
| 1667 | 74       |
| 1681 | 56       |
| 1722 | 245      |
| 1741 | 225      |
| 1790 | 9,000    |
| 1801 | 3,921    |
| 1863 | 7,097    |
| 1875 | 10,136   |
| 1890 | 21,041   |
| 1896 | 30,194   |
| 1925 | 42,996   |
| 1933 | 47,221   |
| 1939 | 58,848   |

| Any                  | Població |
| -------------------- | -------- |
| 1950                 | 49,676   |
| 1970                 | 57,773   |
| 1987                 | 47,997   |
| 31. Desembre de 1998 | 46,425   |
| 31. Desembre de 1999 | 45,773   |
| 31. Desembre de 2000 | 45,212   |
| 31. Desembre de 2001 | 44,822   |
| 31. Desembre de 2002 | 44,367   |
| 31. Desembre de 2003 | 43,971   |
| 31. Desembre de 2004 | 43,637   |
| 31. Desembre de 2005 | 44,137   |
| 31. Desembre de 2006 | 43,456   |
| 31. Desembre de 2007 | 41,875   |
| 31. Desembre de 2008 | 41,358   |
| 31. Desembre de 2009 | 40,808   |
| 31. Desembre de 2010 | 40,384   |

## Cultura
En Pirmasens es va celebrar entre el 4 i 6 de juny de 2004 el Sisè Campionat Mundial de Barbacoa.
Monuments naturals i parcs: 

- Alter Friedhof,
- Neuffer-Park,
- Strecktalpark
- Naherholungsgebiet "Eisweiher".

Diaris: 

- Pirmasenser Zeitung
- Die Rheinpfalz

## Esports
Clubs esportius (Noms originals en alemany)
| - FK 03 Pirmasens - TV 1863 Pirmasens - VfB Post Pirmasens - GW Pirmasens - SG Pirmasens - TC Rot-Weiß Pirmasens - Rot-Weiß Pirmasens | - Tischtennis Verein Ruhbank - Blau-Weiß Pirmasens - ASV Pirmasens - Schachclub 1912 Pirmasens - TTC Pirmasens - Les teves / DJK Pirmasens - SV 1907 Ruhbank - RC Pirmasens - TSV 1979 Pirmasens | - 1. Boule Verein Pirmasens - Schachclub Fehrbach - MTV 1873 Pirmasens - TSG Pirmasens - FC Fehrbach - BF Fehrbach - Schachfreunde '95 Pirmasens-Ruhbank - Dartverein D.C. Piper s - RSC Pirmasens-Fehrbach - Tiger Academy (Taekwondo) |

## Persones destacades nascudes en aquesta ciutat
- Betty Amann (1905-1990): Actriu.
- Hugo Ball (1886-1927): Autor i poeta. Activista i participant del dadaisme.
- Wolfgang Unzicker (1925-2006): Escaquista internacional.

## Ciutats germanes
- Poissy (França), des 1965 tenen relacions culturals i econòmiques (ciutat sòcia).

Pirmasens
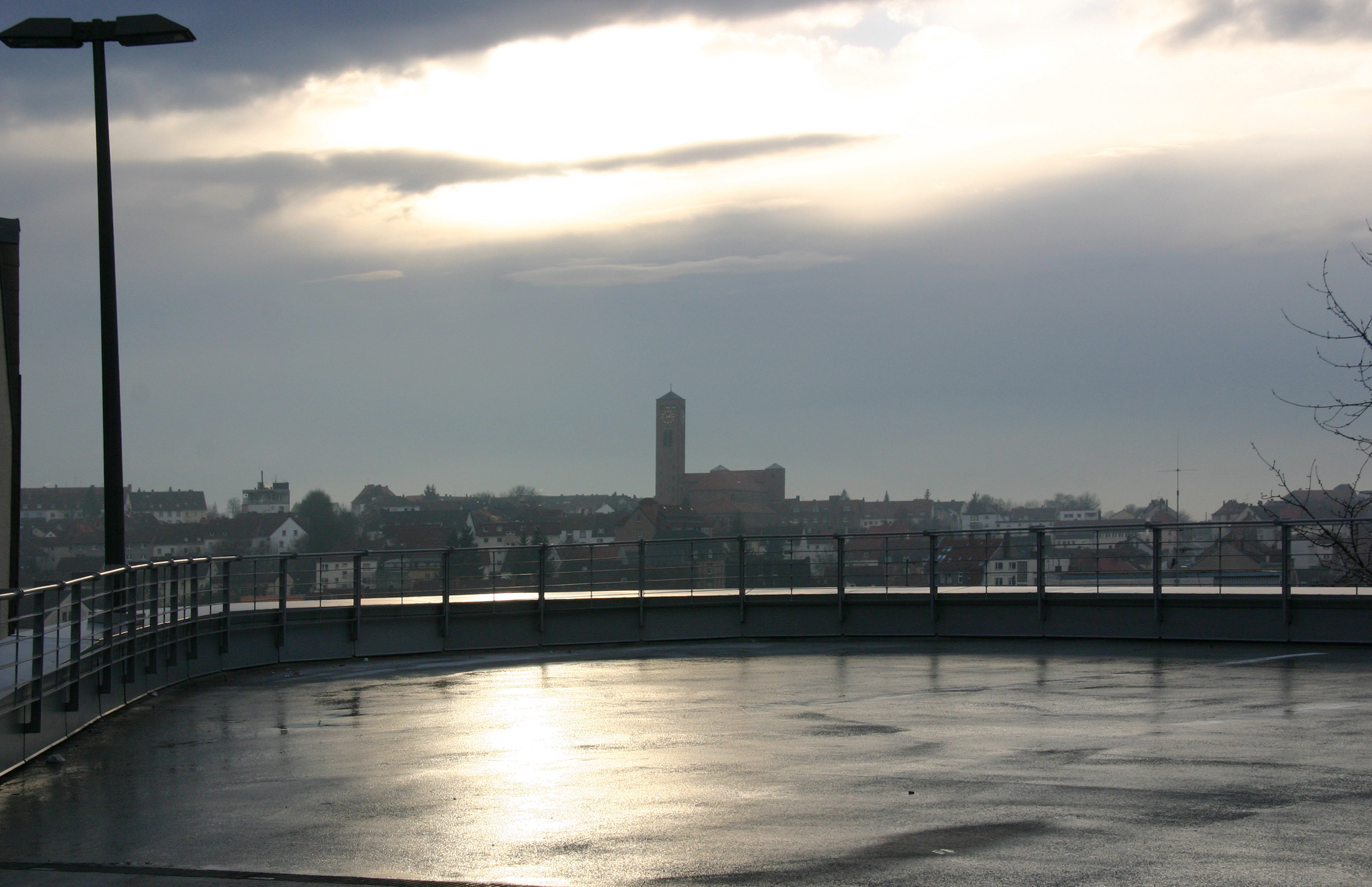
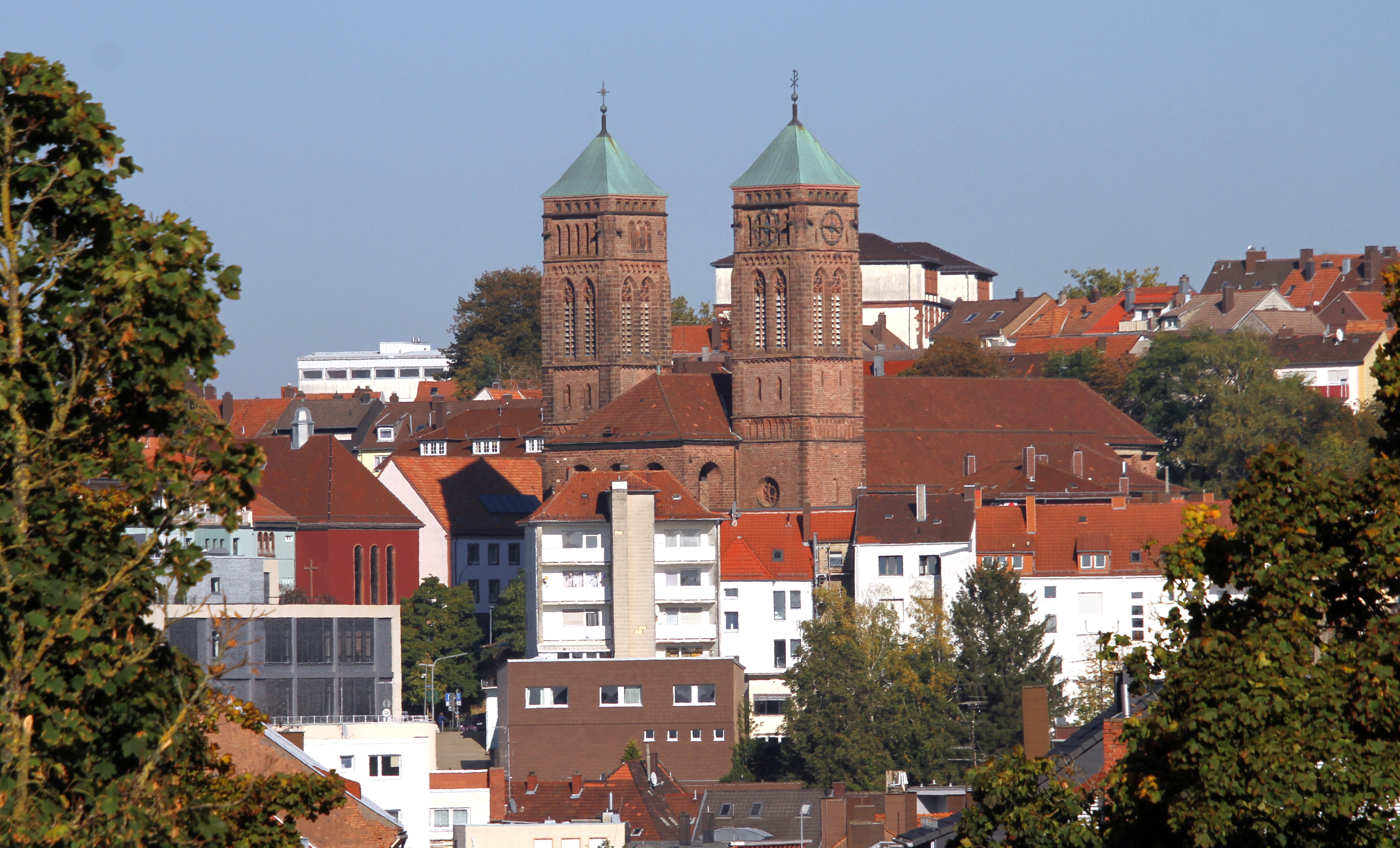
St. Pirminius
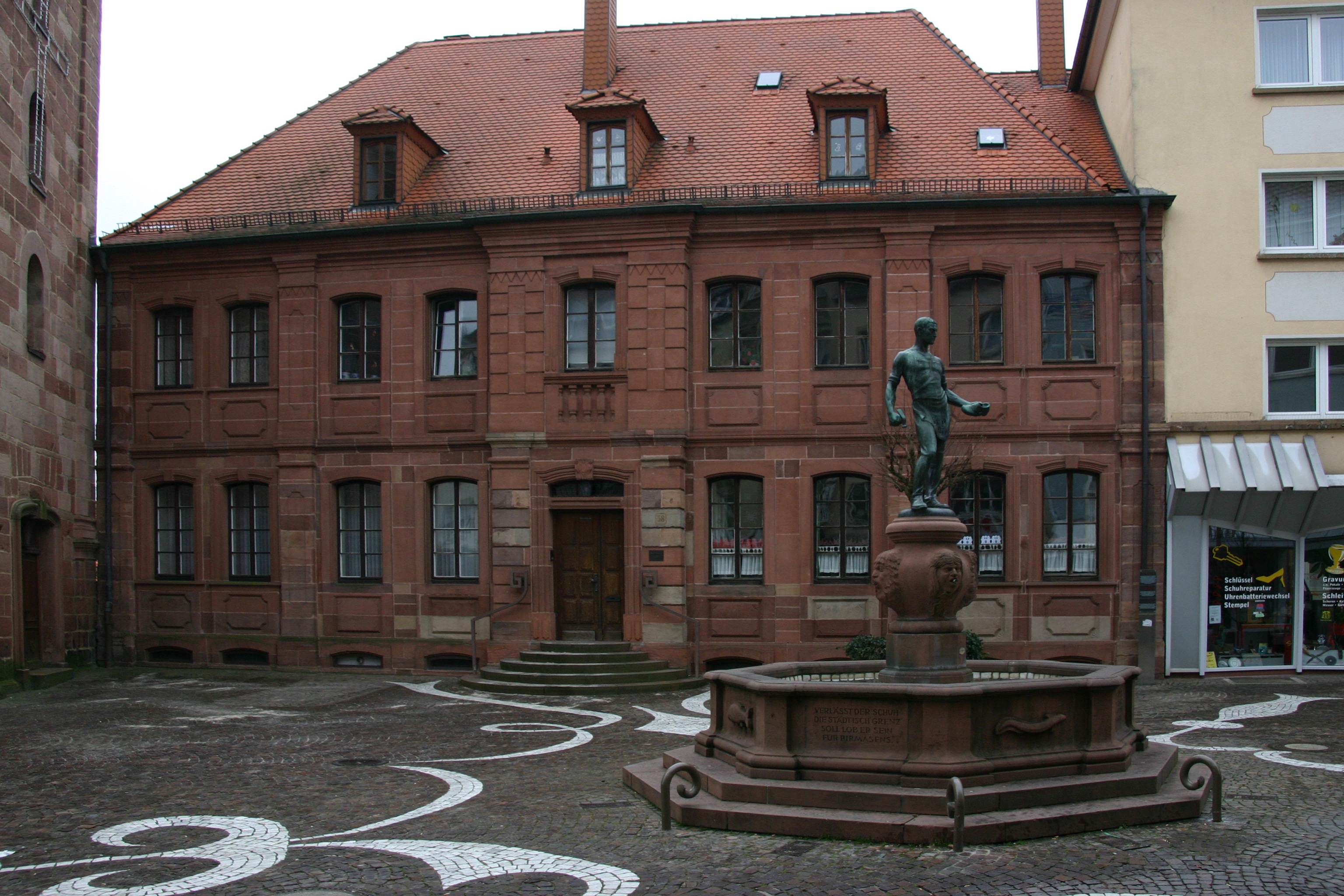
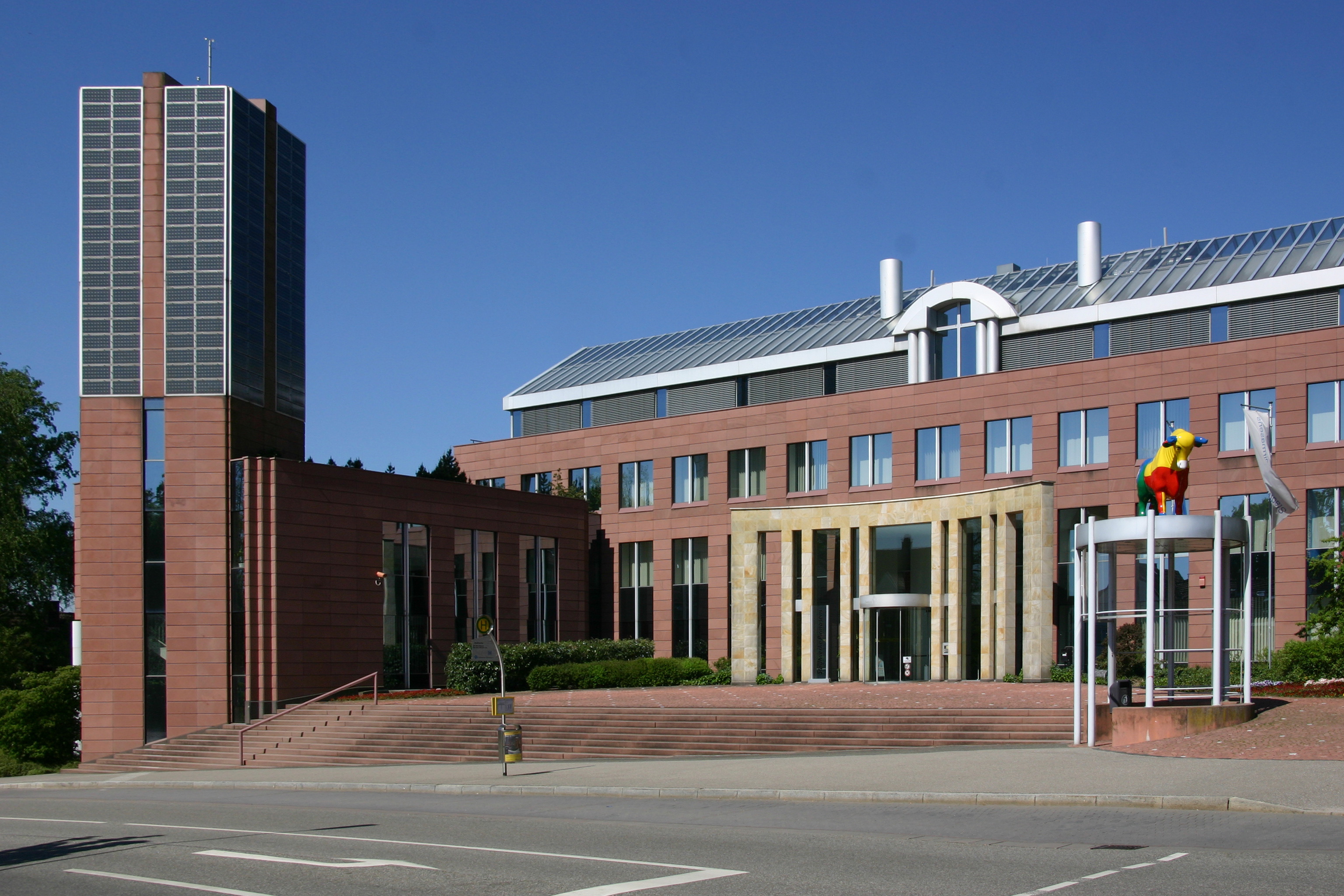
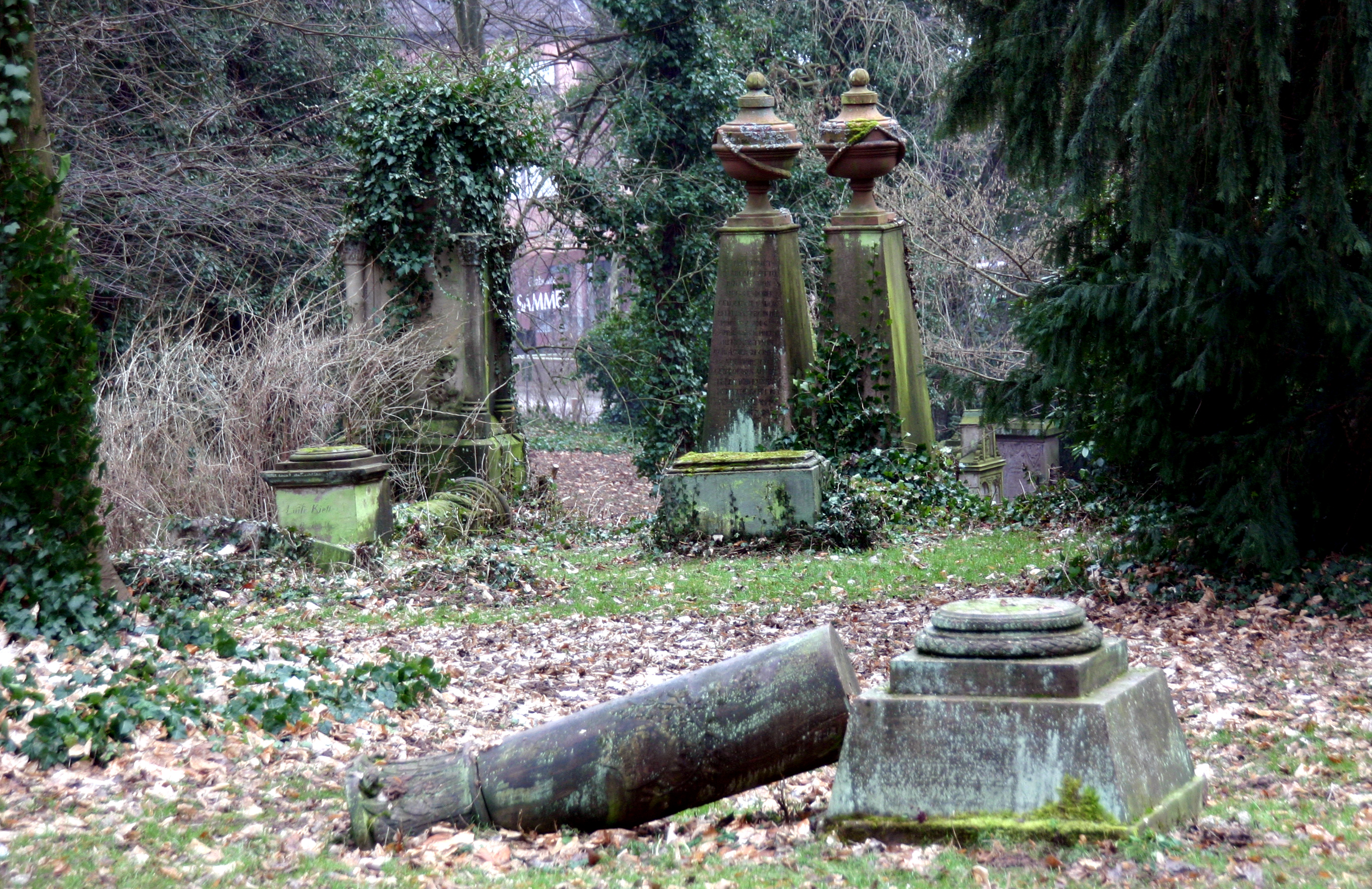
Alter Friedhof
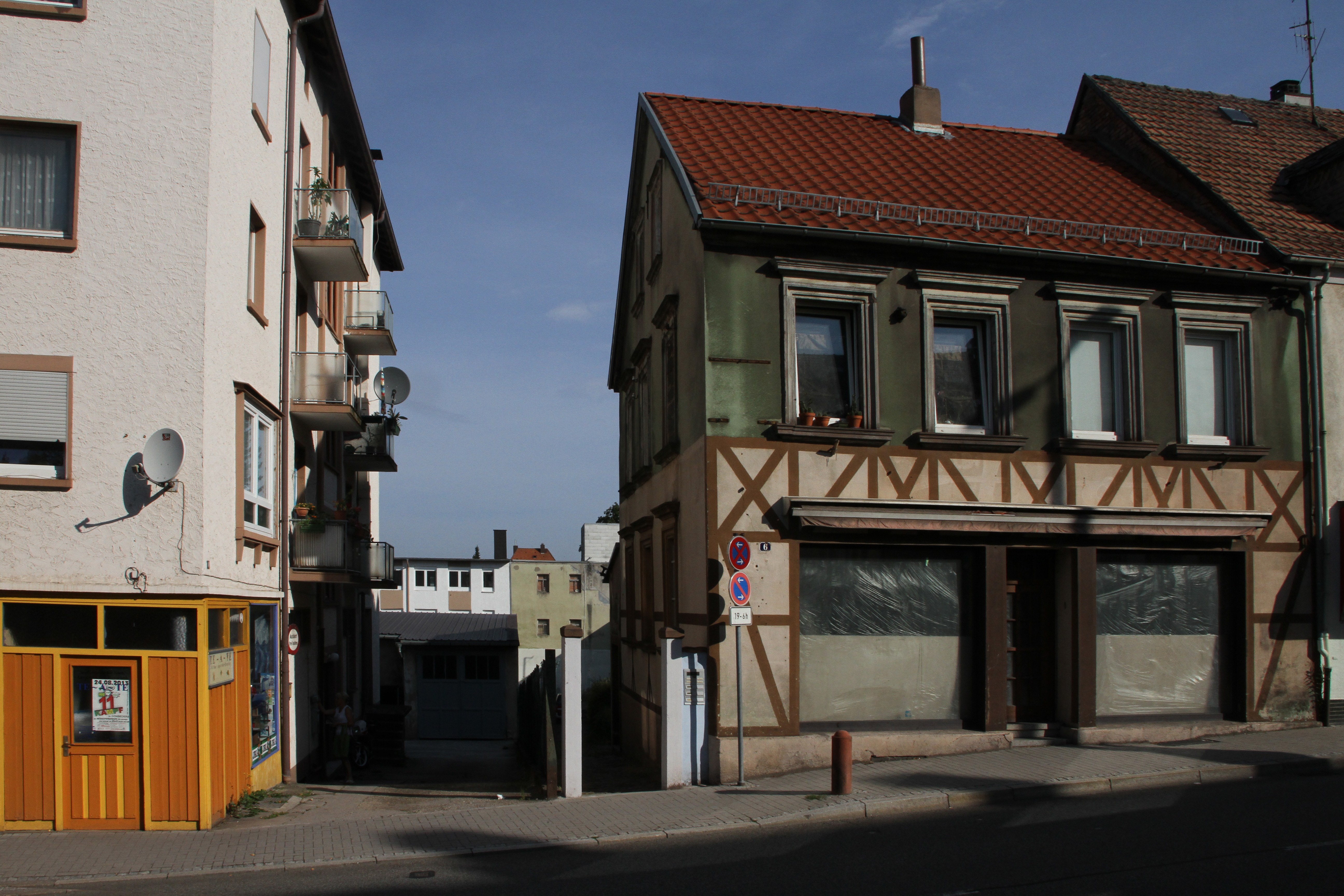
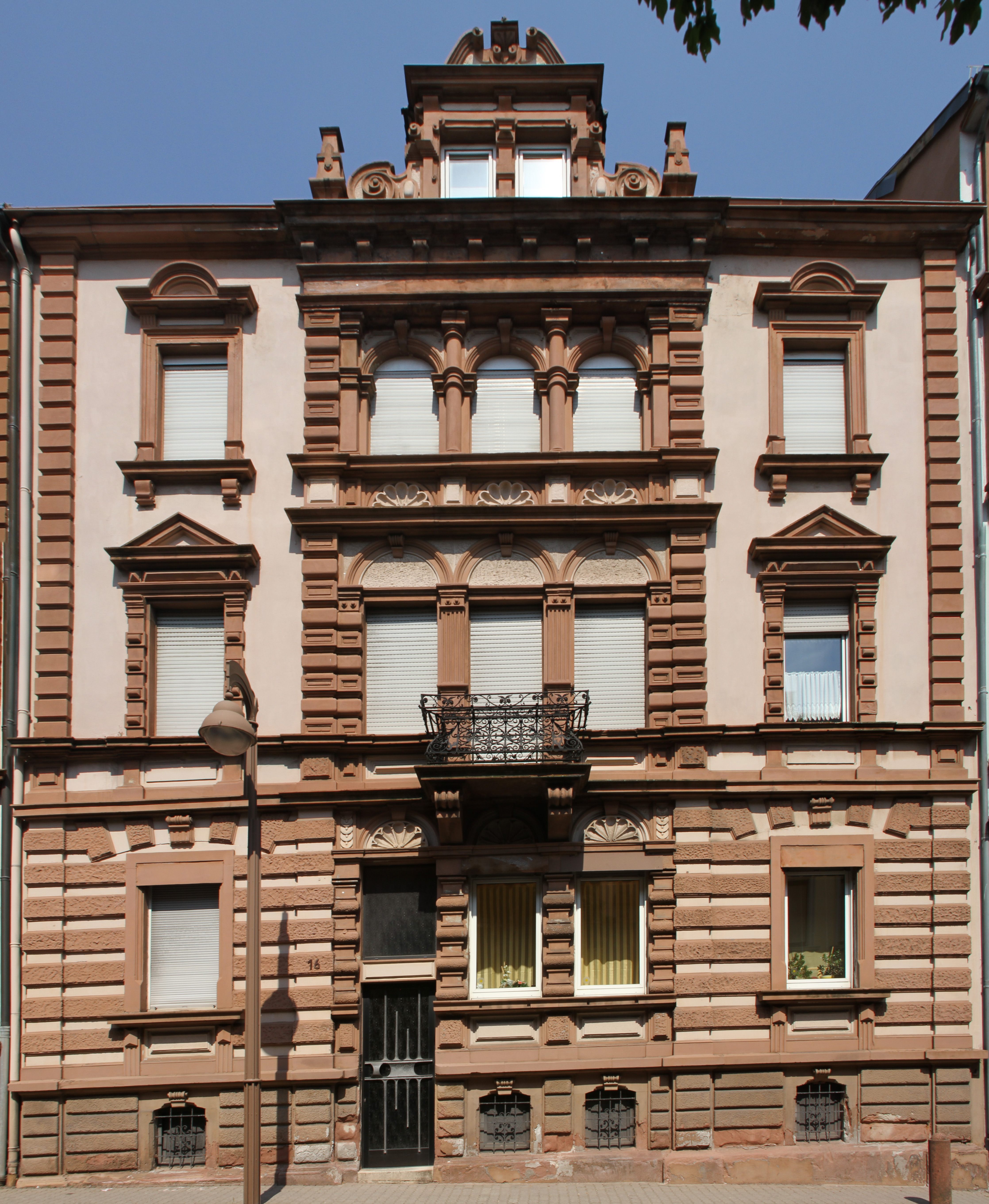
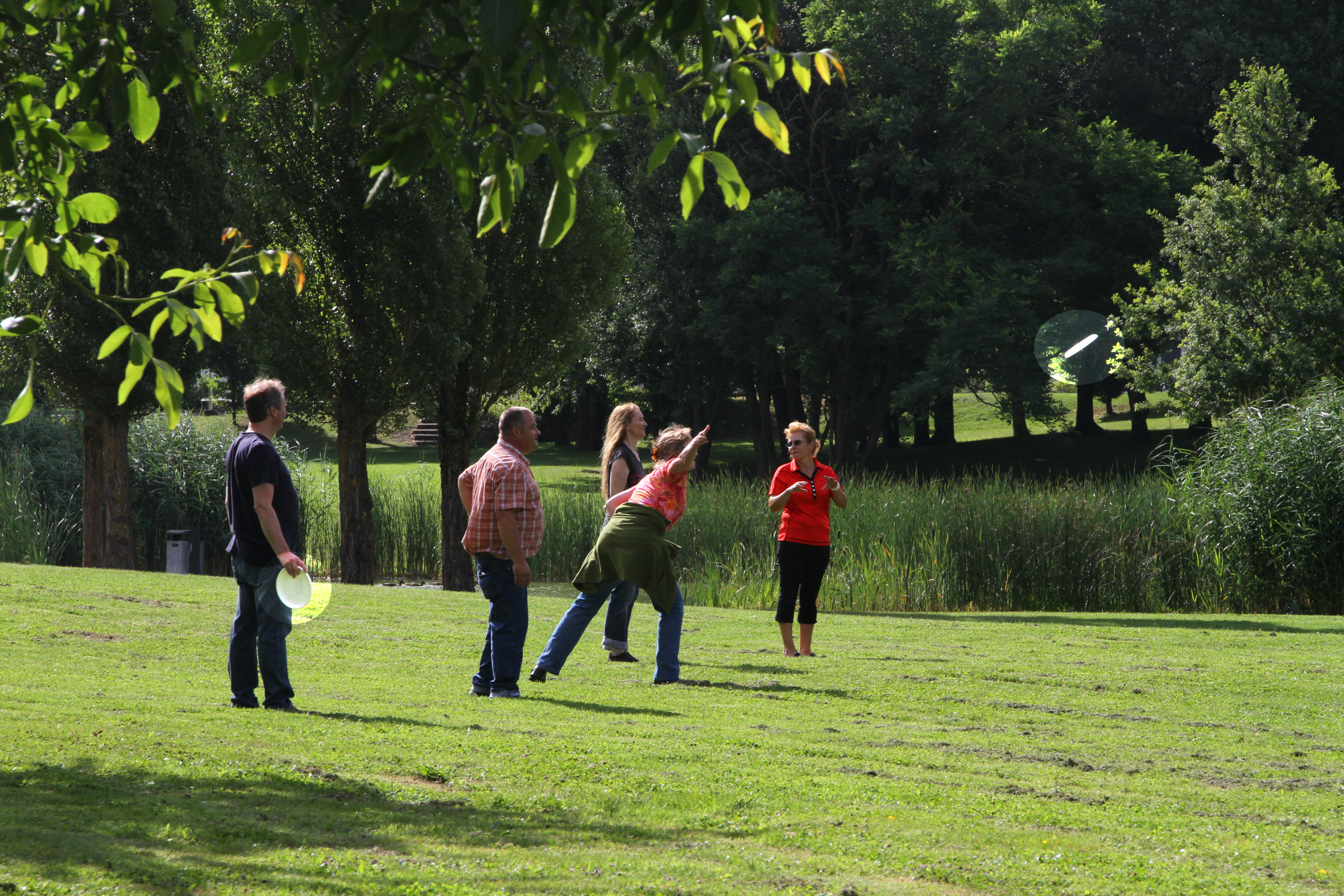
Strecktalpark
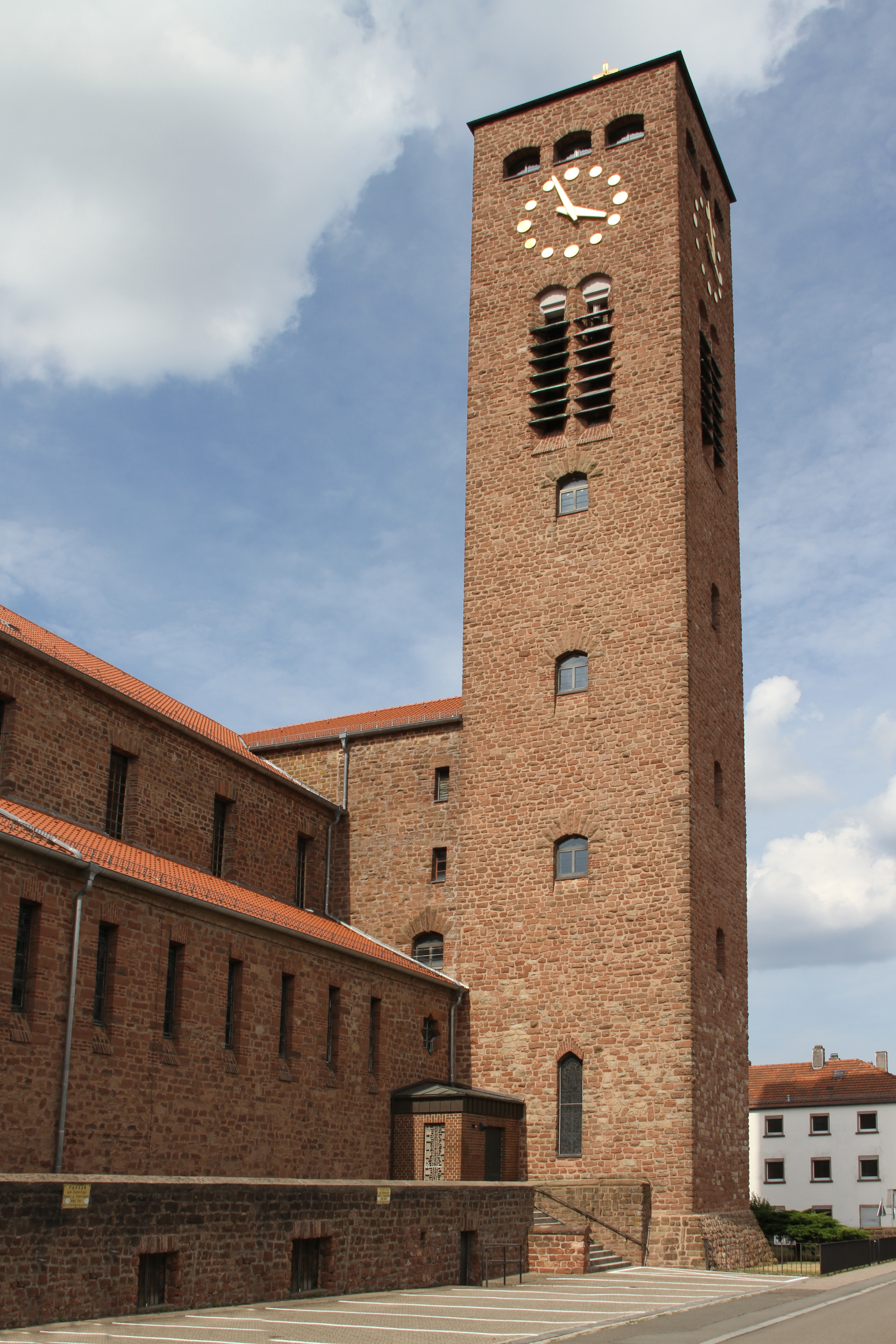
St. Antonio
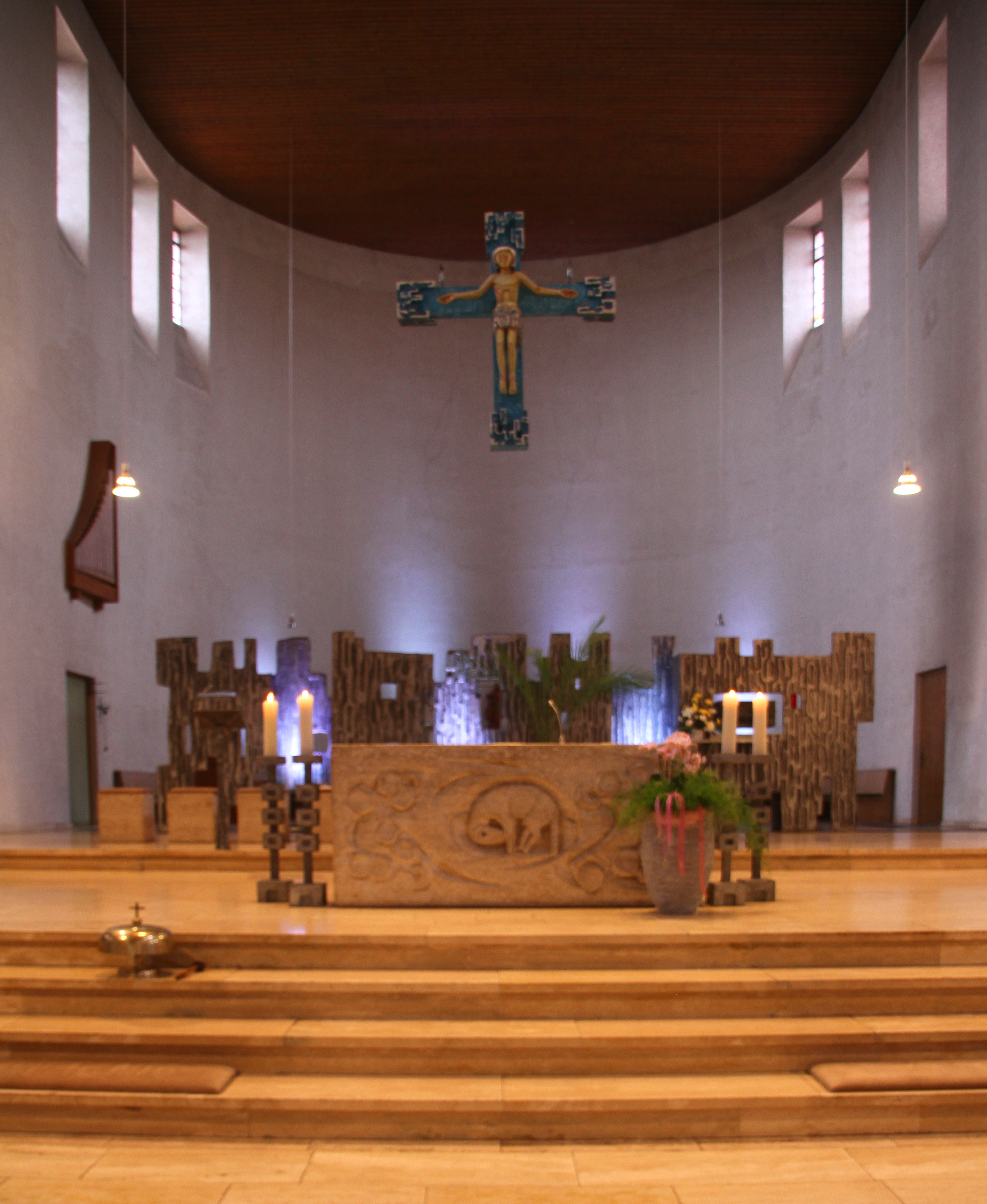